# Islandia aneb krátké vypsání ostrova Islandu
Islandia aneb krátké vypsání ostrova Islandu (úplným názvem Islandia, aneb krátké vypsání ostrova Islandu, v němž věci divné a zvláštní, v krajinách těchto našich nevídané, očitě spatřeny a některé od obyvatelův ostrovu tohoto hodnověmých slyšány i pravdivě poznamenány) je cestopis, který sepsal a v roce 1638 vytiskl Daniel Vetter v Lešně.
Cestopis vznikl na základě cesty Daniela Vettera (1592–1669) a Jana Salmona, která byla podniknuta roku 1613. Spolužáci vyrazili 16. května z Brém a 7. června dorazili na západní část ostrova v zátoce Nesvogur pod horou Helgafell. O dva dny později navštívili Althing severně od jezera Þingvallavatn. Na pozvání biskupa Oddura Einarssona navštívili jeho rezidenci v Skálholtu a po čtyřech dnech se přesunuli do Bessastaðiru v Hvalfjörðuru. Cestu ukončili na lodi do Hamburku.
Český text nově vydal Čeněk Zíbrt roku 1893 ve Světozoru, v roce 1931 kriticky Bohuslav Horák. 
V 19. století ocenil Þorvaldur Thoroddsen tento cestopis jako velmi faktografický s ohledem na dobu vzniku.

## Exempláře
- Islandia, álbo Krotkie opisanie Wyspy Islandiy, polské vydání 1638, jediný výtisk v polské knihovně Ossolineum
- Islandia aneb Krátke wypsanj, Ostrowu Islandu ..., první české vydání 1638, číslo Knihopisu K02451, známo pouze z opisu v Knihovně Národního muzea (opis přelomu 18. a 19. století, sign. V G 19)
- Islandia oder kurtze Beschreibung der Insul Eyssland, německé vydání 1640, VD17 14:080312W výtisky v knihovně Ballerup, DBC, sign. DK 2750; Drážďany, Sächsische Landesbibliothek, sign. 01069
- druhé vydání z roku 1673, vytiskl Daniel Michálek v Praze, Knihovna Národního muzea, sign. 29 G 4, číslo Knihopisu K02452

## Nové edice a překlady
- (české vydání) Čeněk Zíbrt. Neznámý cestopis staročeský. Zpráva o Vetterově spisku „Islandia“ vyd. v Praze r. 1673 a jeho otisk. Světozor 1893, s. 555, 558, 567—568, 570, 583, 591, 594, 603-605, 618—619. On-line: .
- (všechny tři jazykové verze) Horák, Bohuslav. Daniel Vetter a jeho „Islandia“. Brno 1931. Dostupné online.
- (dánský překlad) Edvin M. Thorson. Kortfattet Beskrivelse af den Islandia ved Daniel Streyc (Vetterus); fra Polsk oversat med en Inlending. In: Annaler for Nordisk Oldkindighed og Historie. Kjöbenhavn 1858, str. 251–298. https://books.google.cz/books?id=IclAAAAAcAAJ.